# Gare de Ramdane Djamel
La gare de Ramdane Djamel est une gare ferroviaire algérienne située sur le territoire de la commune de Ramdane Djamel, dans la wilaya de Skikda.
Située au croisement de plusieurs lignes, elle permet le transit des trains entre les différentes grandes villes du nord-est de l'Algérie : Annaba, Constantine, Jijel et Skikda ; et, au-delà, vers Alger, Batna et Sétif.

## Situation ferroviaire
La gare est située à l'ouest de la ville de Ramdane Djamel. C'est une gare intermédiaire de la ligne d'Alger à Skikda, où elle précédée de la gare de Sahki Ahmed et suivie de celle de Hamadi Krouma. Elle est en outre la gare origine de la ligne de Ramdane Djamel à Annaba, où elle est suivie de la gare d'Azzaba, et de la ligne de Ramdane Djamel à Jijel, où elle est suivie de la d'Emdjez Edchich.

## Histoire
Lors de la colonisation, la gare portait le nom de gare de Saint-Charles.

## Service des voyageurs

### Desserte
La gare de Ramdane Djamel est desservie par :
- les trains grandes lignes de la liaison Alger - Annaba[1] ;
- les trains régionaux des liaisons :
  - Constantine - Skikda[2] ;
  - Skikda - Aïn Touta[3].